# Pristimantis rupicola
Pristimantis rupicola — вид жаб родини Craugastoridae. Описаний у 2020 році.

## Поширення
Вид поширений у горах Серра-ду-Еспіньясу в екорегіоні Чапада Діамантіна у штаті Баїя на сході Бразилії. Мешкає у монтанних лісах на висоті 879—1800 м над рівнем моря.

## Опис
Спина від світло-коричневого то жовтяво-коричневого з темнокоричневим візерунком. Шкіра покрита численними дрібними бородавками.